# إرنست ويلمان
إرنست ويلمان (14 يناير 1904 - 17 يوليو 1970) ضابطًا في الفيرماخت في ألمانيا النازية خلال الحرب العالمية الثانية. وقد حصل على وسام الفارس الصليبي الحديدي بأوراق البلوط.

## الجوائز والأوسمة
- الصليب الحديدي (1939) الدرجة الثانية (20 سبتمبر 1939) والدرجة الأولى (21 أكتوبر 1939) [1]
- الصليب الألماني في الذهب في 8 يونيو 1942 باعتباره الرائد في المنطقة I./Schützen- المنطقة 3 [2]
- وسام الفارس الصليبي الحديدي بأوراق البلوط
  - صليب فارس يوم 2 سبتمبر 1942 كما Oberstleutnant وقائد I./Panzergrenadier-Regiment 3 [3]
  - بأوراق البلوط 342nd في 30 نوفمبر 1943 بصفته Oberstleutnant وقائد فرقة بانزرجرينادير الفوج 3 [4]

### اقتباسات
1. ↑  Thomas 1998, p. 433.
2. ↑  Patzwall & Scherzer 2001, p. 505.
3. ↑  Fellgiebel 2000, p. 358.
4. ↑  Fellgiebel 2000, p. 65.

### قائمة المراجع
- Fellgiebel, Walther-Peer (2000) [1986]. Die Träger des Ritterkreuzes des Eisernen Kreuzes 1939–1945 — Die Inhaber der höchsten Auszeichnung des Zweiten Weltkrieges aller Wehrmachtteile [The Bearers of the Knight's Cross of the Iron Cross 1939–1945 — The Owners of the Highest Award of the Second World War of all Wehrmacht Branches] (بالألمانية). Friedberg, Germany: Podzun-Pallas. ISBN:978-3-7909-0284-6.
- Patzwall, Klaus D.; Scherzer, Veit (2001). Das Deutsche Kreuz 1941 – 1945 Geschichte und Inhaber Band II [The German Cross 1941 – 1945 History and Recipients Volume 2] (بالألمانية). Norderstedt, Germany: Verlag Klaus D. Patzwall. ISBN:978-3-931533-45-8.
- Thomas, Franz (1998). Die Eichenlaubträger 1939–1945 Band 2: L–Z [The Oak Leaves Bearers 1939–1945 Volume 2: L–Z] (بالألمانية). Osnabrück, Germany: Biblio-Verlag. ISBN:978-3-7648-2300-9.